# Secrétariat général du gouvernement (Algérie)
 (mars 2025).
Si vous disposez d'ouvrages ou d'articles de référence ou si vous connaissez des sites web de qualité traitant du thème abordé ici, merci de compléter l'article en donnant les références utiles à sa vérifiabilité et en les liant à la section « Notes et références ».
Pour les articles homonymes, voir Secrétariat général du Gouvernement et SGG.
Le secrétariat général du gouvernement (SGG) est un organe permanent de la Présidence de la République en Algérie, chargé essentiellement de la coordination de l'activité juridique gouvernementale.

## Liste des secrétaires généraux du Gouvernement
Les secrétaires généraux du gouvernement algérien depuis l'indépendance en 1962 ont été les suivants :
| N° | Nom                     | Date de début     | Date de fin       |
| -- | ----------------------- | ----------------- | ----------------- |
| 1  | Mohamed Bedjaoui        | 23 novembre 1962  | 2 décembre 1964   |
| 2  | Abdelkader Hadjali      | 9 février 1966    | 23 avril 1977     |
| 3  | Smail Hamdani           | 23 avril 1977     | 15 juillet 1980   |
| 4  | M'hamed Taibi           | 15 juillet 1980   | 22 janvier 1984   |
| 5  | Mouloud Hamrouche       | 22 janvier 1984   | 18 février 1986   |
| 6  | Mohamed Salah Mohammedi | 18 février 1986   | 16 septembre 1989 |
| 7  | Ahmed Medjhouda         | 16 septembre 1989 | 18 juin 1991      |
| 8  | Mohamed Kamel Leulmi    | 18 juin 1991      | 4 septembre 1993  |
| 9  | Said Bouchair           | 4 septembre 1993  | 20 mars 1995      |
| 10 | Mahfoud Lacheb          | 20 mars 1995      | 24 décembre 1999  |
| 11 | Ahmed Noui              | 24 décembre 1999  | 2 janvier 2020    |
| 12 | Yahia Boukhari          | 2 janvier 2020    | en fonction       |